# Mary Lily Walker
Mary Lily Walker (5 de julio de 1863 – 1 de julio de 1913) fue una reformista social escocesa, quién trabajó para mejorar condiciones de las mujeres y los niños que trabajaBAn en la industrial Dundee. Era la novena hija del abogado Dr. Walker naciendo en una familia relativamente rica en una ciudad fuertemente industrializada.

## Biografía
Se destacó académicamente desde una edad temprana, primero educada en Tayside, antes de completar su escolarización en el Instituto de Dundee entre 1880 y 1881. Durante su tiempo allí,  ganó premios en francés, alemán, perspectiva y geometría práctica.
Después de acabar sus estudios en el Instituto, concurre a la University College Dundee tras su creación en 1883. Walker continuó estudiando allí por once años, estudiando con D'Arcy Wentworth Thompson (con quien desarrolló una amistad y tuvo correspondencia continuamente durante su vida), Alfred Ewing, John Steggall y Patrick Geddes. Continuó floreciendo, ganando premios en la universidad en clásicos, historia antigua, latín, literatura, botánica, embriología, zoología, fisiología, química, e historia. Durante su tiempo allí también publicó dos artículos sobre anatomía aviar.
Su interés en la reforma social la incitó a unirse a Dundee Unión Social (DSU), un grupo formado en 1888 por profesores para mejorar la calidad de vida universitaria de Dundee. Inicialmente trabajó como cobradora de rentas, comprometiendo estrechamente con las familias quienes vivieron en las propiedades poseídas por el grupo. En 1891, fue nombrada Superintendente de Albergues y Directora Jefe de propiedades. Durante su tiempo en esa función,  empezó por trabajar más elementos del trabajo social en su función, empezando por clubes para mujeres laborables, por ejemplo.

## Londres
En 1893, Walker viajó a Londres, trabajando directamente bajo la reformista social Octavia Hill sobre el poblamiento universitario de mujeres en Southwark. Walker regresó a Dundee y se centró más en mejorar las vidas de lad ciudadanas  pobres a través de su trabajo con el DSU, a pesar de ofrecer conserjería a nuevos asentamientos por Octavia Hill. Mary Lily adaptó lo que había aprendido en Londres bajo la tutela de Hill para adaptarse a las preocupaciones particulares de pobreza de Dundee.. Hacia 1905, 40.000 personas estuvieron empleadas en la industria textil en la ciudad; y tres cuartos de ellos eran mujeres, y un número inmdetermiando de niños. Por su trabajo en Southwark se puso en contacto otra influyente luminaria del tiempo como Charles Cabina y Seebowm Rowntree. Aun así, Dundee continuaba expandiéndose y la pobreza seguía aumentando, aunque en los agrupados en DSU disminuía.
Después de la muerte de su amiga cercana Madge Oliphant Valentine (sobrina de la autora Margaret Oliphant), Mary viajó a Londres una vez más. Y estuvo un año trabajando con el Grey Ladies, una orden religiosa con base en Blackheath. Allí se entrenó en trabajo social, en orden a traer esa experiencia a Dundee. También en ese tiempo empezó a llevar el hábito gris de la orden, ropa que llevó por el resto de su vida

## Retorno a Dundee
En 1899, Mary regresó a Dundee y reasumió el trabajo con el Dundee Social Union. Con ponentes de alto nivel dando conferencias en los eventos del grupo, y actividades más amplias en Dundee, la afiliación aumentó de 61 miembros en 1899 a 168 en 1905. Walker animó el grupo para emplear trabajadores más profesionales más que confiar en simples empleados. Con ese fin persuade al DSU para entrenar trabajadores en su casa, Grey Lodge, sobre la base de que ella financiaba la formación de un trabajador si el grupo financiaba a otros dos.

## Muerte
Mary falleció en la mañana del 1 de  julio de 1913, en su cama en Grey Lodge, Dundee. Poco antes de su muerte,  era atendida por su doctora, Julia F. Pringle, quién trabajaba en el Dundee Hospital de Niños y en la Blackscroft Clínica de Criaturas. Su muerte fue registrada por su amiga cercana Guilmera Peterson.